# Астериди
Астеридите (Asterids) са клон двусемеделни растения, използван в някои таксономични системи, като тази на Кронкуист от 1981 г.
Според класификационната система APG III (2009) групата на астеридите включва следните разреди:
Клон Астериди
- Разред Cornales
- Разред Ericales
- Клон Еуастериди I (Euasterids I)
  - Разред Garryales
  - Разред Gentianales
  - Разред Lamiales
  - Разред Solanales
- Клон Еуастериди II (Euasterids II)
  - Разред Aquifoliales
  - Разред Asterales
  - Разред Escalloniales
  - Разред Bruniales
  - Разред Paracryphiales
  - Разред Dipsacales
  - Разред Apiales